# Sukoharjo (Kikim Timur)
Sukoharjo is een bestuurslaag in het regentschap Lahat van de provincie Zuid-Sumatra, Indonesië. Sukoharjo telt 1314 inwoners (volkstelling 2010).